# Aeropuerto Internacional de Maiduguri
El Aeropuerto Internacional de Maiduguri (IATA: MIU, OACI: DNMA) es un aeropuerto que atiende a Maiduguri, una ciudad de Nigeria.

## Aerolíneas y destinos
| Aerolíneas   | Destinos           |
| ------------ | ------------------ |
| Arik Air     | Abuya, Lagos       |
| IRS Airlines | Abuya, Lagos, Yola |